# جزیره صدرا

نقشه حمل و نقل استان بوشهر

جزیره صَدرا جزیره‌ای ایرانی در خلیج فارس است که در استان بوشهر واقع شده‌است. این جزیره صنعتی کوچک در شرق شهر بوشهر قرار دارد و محل استقرار شرکت صنعتی دریایی ایران (صدرا) است. مساحت صدرا ۴۵۰ هکتار می‌باشد.
جزیره صدرا در محاصره آب‌های کم‌ژرفا قرار دارد که با جزر تقریباً بدون عمق می‌گردند. جادهٔ دسترسی جزیره با خاکریزی کردن بر روی قسمت‌های کم‌عمق و احداث پلی بر روی مسیر آبی ایجاد شده‌است. این جاده دسترسی به منطقه آزاد اقتصادی بوشهر ختم می‌شود. این جزیره در کنار جزیره‌های عباسک، نگین و صدف در منطقه آزاد بوشهر قرار دارد.

## شرکت صدرا

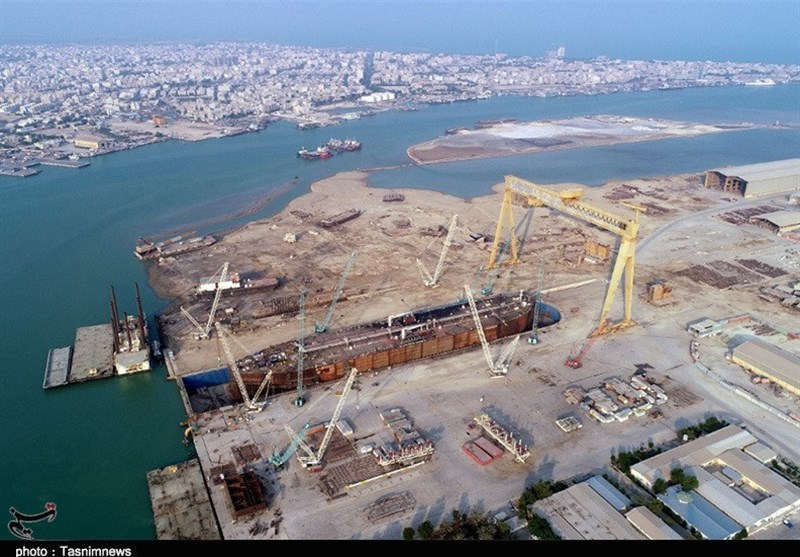
تصویری از شرکت ایران صدرا در جزیره صدرا

شرکت صدرا فعالیت خود را به هدف ساخت و تعمیر کشتی در سال ۱۳۴۷ در جزیره صدرا به همکاری سازمان گسترش صنایع ایران و شرکت آمریکایی و با نام شاهپور آغاز نمود(شرکت آمریکایی بعد از انقلاب اسلامی از ایران خارج شد). در سال ۱۳۴۷ تلاش شد تا ارتفاع این جزیره را ۲٫۵ متر از سطح دریا بالا آورند تا زمینه برای نصب تأسیسات مورد نیاز فراهم شود.
فعالیت‌های این شرکت در زمینه‌های کشتی‌سازی، پتروشیمی، پروژه‌های زیربنایی و بندری است.